# Манзо, Абду
Абду Манзо (англ. Abdou Manzo; род. 1959) — нигерский легкоатлет, выступавший в марафонском беге. Участник летних Олимпийских игр 1988, 1992 и 1996 годов.

## Биография
Абду Манзо родился в 1959 году.
В 1988 году вошёл в состав сборной Нигера на летних Олимпийских играх в Сеуле. В марафонском беге занял 47-е место, показав результат 2 часа 25 минут 5 секунд и уступив 14 минут 33 секунды завоевавшему золото Джелиндо Бордину из Италии.
В 1989 году занял 6-е место в марафонском беге на Франкофонских играх в Касабланке.
В 1992 году вошёл в состав сборной Нигера на летних Олимпийских играх в Барселоне. В марафонском беге занял 67-е место, показав результат 2:31.15 и уступив 17 минут 52 секунды завоевавшему золото Хвану Ён Джо из Южной Кореи.
В 1996 году вошёл в состав сборной Нигера на летних Олимпийских играх в Атланте. В марафонском беге занял 85-е место, показав результат 2:30.57 и уступив 18 минут 21 секунду завоевавшему золото Джозайе Тугване из ЮАР. Был знаменосцем сборной Нигера на церемонии открытия Олимпиады.

## Личный рекорд
- Марафон — 2:25.05 (2 октября 1988, Сеул)[3]